# Gene Reed
Gene Reed (* 26. August 1935 in Hutchinson, Kansas; † 30. April 2020 in München, Deutschland) war ein US-amerikanischer Choreograph bei Theater, Film und Fernsehen.

## Vita
Er begann seine Karriere als Tänzer in New York. Mit 19 Jahren ging er nach Las Vegas, hat mit Marilyn Monroe und Gene Kelly getanzt und kam 1958 als Soldat nach Ulm.
Nach seinem Militärdienst in Deutschland ging er nach Paris, um dort seine erste Choreographie zu inszenieren. Kurz darauf kam das Angebot aus Deutschland, zusammen mit Irene Mann als Chef des berühmten Fernsehballetts zu agieren. Gene Reed wurde seither auf den Bühnen der Welt als Star-Choreograph gefeiert. Mit seinen Tanz-Inszenierungen gab er den großen Fernsehshows mit Peter Alexander, Harald Juhnke, Caterina Valente, Peter Frankenfeld, Marika Rökk, Gisela Schlüter usw. eine besondere Note in Darbietung und Perfektion.
Ab Mitte der 1990er Jahre arbeitete Gene Reed als Choreograph exklusiv für den Circus Krone.
Abseits seiner Haupttätigkeit wirkte Reed auch als Schauspieler, darunter in Folge 8 der Fernsehserie Privatdetektiv Frank Kross (1971), in Folge 13 der Fernsehserie Autoverleih Pistulla (1975) und zuletzt als Johann von Sachsen im Film Luther (2003).
Gene Reed starb Ende April 2020 im Alter von 84 Jahren in München.